# Tvaṣṭṛ
Tvaṣṭṛ (devanagari: त्वष्टृ, IAST: Tvaṣṭṛ, traslitterato anche come Tvashtri, Tvashtar o Tvastar) è il dio vedico degli artigiani e degli architetti. È anche indicato come l'architetto dell'Universo, ovvero colui che presiede alla creazione. Nel Viṣṇupurāṇa è contato tra gli Aditya, le divinità solari figlie di Kaśyapa e Aditi.
È in genere identificato con la divinità successiva chiamata Viśvakarmā.

## Mitologia
Tvaṣṭṛ, nella sua qualità di artigiano divino, creò molti strumenti, tra cui il fulmine di Indra, l'ascia di Brhaspati e una coppa per cibi e bevande divini. Si dice che sia il creatore di forme e l'artefice degli esseri viventi. È anche considerato un padre universale e un antenato degli umani attraverso sua figlia Saranyū, sposa di Sūrya e madre del primo uomo, Manu. La sua sposa è Virochanā, figlia di Prahlada, ed è il padre di Saranyū e Viśvarūpa e in alcune versioni anche di Bṛhaspati e di Indra. Brandisce un'ascia di metallo, e cavalca un carro trainato da due cavalle.
Nella mitologia Tvaṣṭṛ è spesso in conflitto con Indra. Nel Taittiriya Samhita e nel Brahmana, Viśvarūpa viene ucciso da Indra, e quindi Tvaṣṭṛ non permette a Indra di partecipare al suo sacrificio. Indra, invece, ruba e beve la bevanda sacra soma grazie alla sua forza. Per vendicarsi dell'omicidio di suo figlio Viśvarūpa, Tvashtr crea il demone chiamato Vritra. Tuttavia Tvaṣṭṛ fa un errore di pronuncia nel suo incantesimo, il che consente a Indra di sconfiggere Vritra.
Nel Manāva Purana, Tvaṣṭṛ rinasce come figlio di Arjuna, Babruvahana.